# 公務員同性配偶福利案 (梁鎮罡案)
公務員同性配偶福利案（英語：LEUNG CHUN KWONG v. SECRETARY FOR THE CIVIL SERVICE AND ANOTHER）是一宗香港訴訟 (又稱梁鎮罡案)，為高級入境事務主任梁鎮罡與其伴侶爭取同性伴侶福利和合併報稅的案件，該案最終由梁鎮罡勝訴。

## 外部連結
- 梁鎮罡對公務員事務局局長及其他答辯人 — 普通法對在困難中的同性伴侶的人權保障，香港律師會會刊